# Elisabeth zu Dänemark
Elisabeth, Prinzessin zu Dänemark (* 8. Mai 1935 in Kopenhagen; † 19. Juni 2018 in Lyngby) war die Tochter des dänischen Erbprinzen Knut von Dänemark und dessen Frau Caroline Mathilde von Dänemark. Sie war Angehörige des Hauses Glücksburg, einer Nebenlinie des Hauses Oldenburg, und wurde in der dänischen Thronfolge geführt. Sie war eine Cousine der dänischen Königin Margrethe II. Ihr vollständiger Name lautet Elisabeth Caroline-Mathilde Alexandrine Helena Olga Thyra Feodora Estrid Margarethe Désirée.

## Herkunft
Elisabeths Eltern bildeten ab 1947 das dänische Thronfolgerpaar, bis 1953 eine Änderung der Thronfolgeregelung zugunsten der heute regierenden Königin Margrethe II. eintrat.
Sie wuchs gemeinsam mit ihren beiden jüngeren Brüdern Ingolf und Christian auf Schloss Sorgenfri in Lyngby bei Kopenhagen auf. Ihre Großeltern väterlicherseits waren König Christian X. und Königin Alexandrine von Dänemark.

## Ausbildung
Elisabeth beendete ihre Schulausbildung 1952 mit dem Mittelschulabschluss. Anschließend ging sie für ein Jahr in die Schweiz und besuchte in Lausanne das Brillantmont International College. Danach absolvierte sie ein Jahr an der Haushaltsschule Suhrs Madakademiet in Kopenhagen. Von 1954 bis 1956 besuchte sie die renommierte Kopenhagener Mode-Akademie Margrethe-Skolen (heute: Scandinavian Academy of Fashion Design). Prinzessin Elisabeth sprach neben Dänisch auch Englisch, Französisch und Deutsch.

## Berufstätigkeit
1956 trat Elisabeth in den Dienst des dänischen Außenministeriums, wo sie 45 Jahre lang als Archivassistentin arbeitete. Während ihrer beruflichen Karriere war sie mehrmals im Ausland tätig: 1973 ging sie für drei Jahre nach Washington, D.C., weitere vier Jahre folgten ab 1981. Von 1989 bis 1993 arbeitete sie in Genf. Elisabeth beendete ihre Laufbahn im Ministerium 2001 als Amtsinspektorin.

## Thronfolge
Prinzessin Elisabeth stand in der dänischen Thronfolge an zwölfter Stelle. Ihre Brüder Ingolf und Christian († 2013) hatten sich bürgerlich verheiratet und dadurch ihren Platz in der dänischen Thronfolge verloren. Als Nachfahrin des britischen Königs Georg II. wurde Prinzessin Elisabeth auch in der britischen Thronfolge geführt.

## Schirmherrschaften
Prinzessin Elisabeth war Schirmherrin folgender Organisationen: 
- Kjæden / Kædeordenen (alter Orden mit den Zielen der Blindenhilfe und Armenspeisung)
- Dansk-Brasiliansk Selskab („Dänisch-Brasilianische Gesellschaft“)
- Dansk-Japansk Selskab („Dänisch-Japanische Gesellschaft“)
- Præmieselskabet for Plejemødre af 1861 („Gesellschaft für Pflegemütter von 1861“)

## Privates

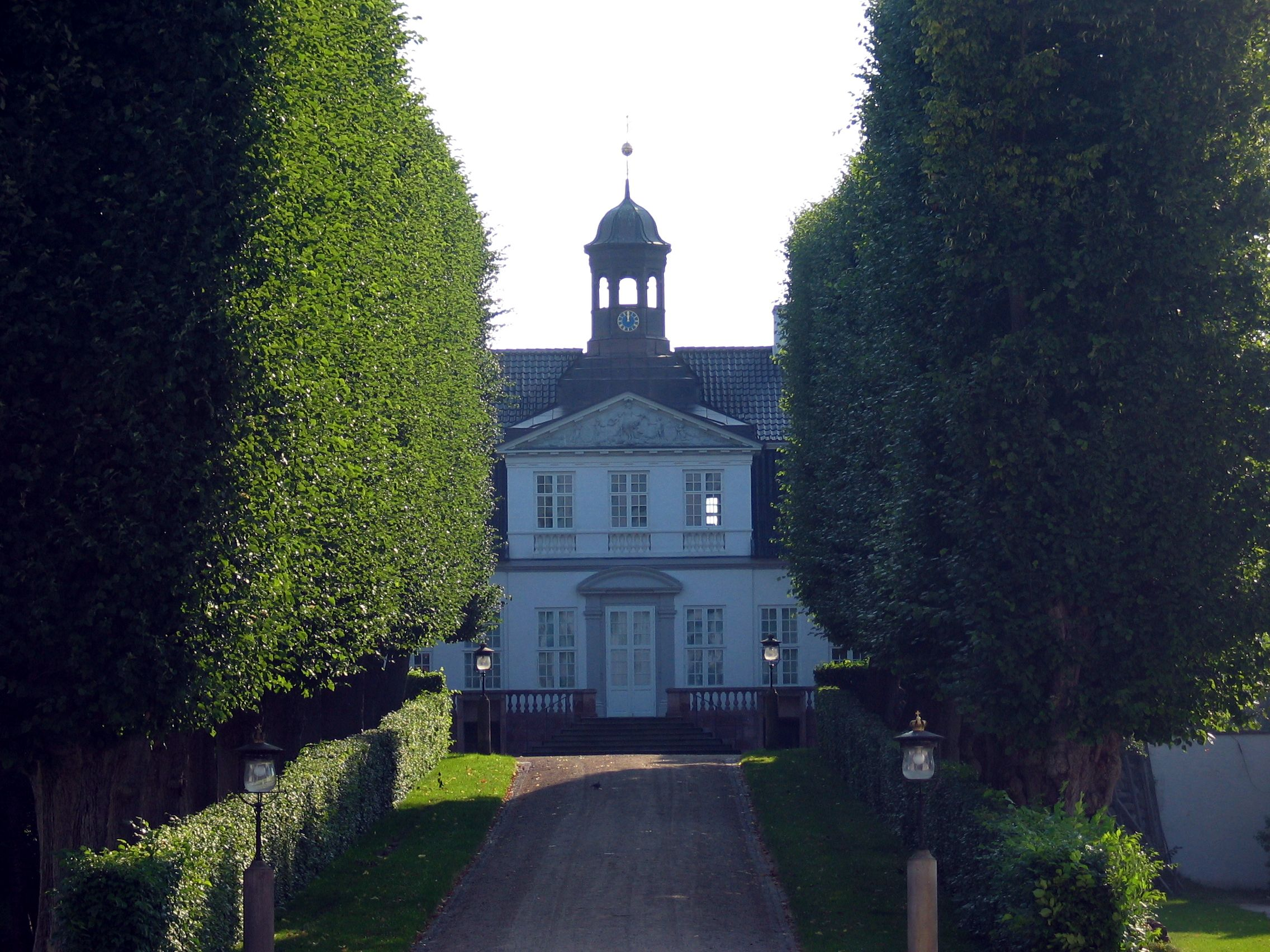
Schloss Sorgenfri

Prinzessin Elisabeth war unverheiratet und hatte keine Kinder. Sie lebte und wohnte über 20 Jahre mit dem dänischen Kameramann, Regisseur und Produzenten Claus Hermansen zusammen, bis dieser 1997 starb.
Von 2000 bis 2004 bildete sie ein Paar mit dem dänischen Architekten und Industriedesigner Klavs Nørregaard Helweg-Larsen.
Elisabeth war eine Tante der dänischen Komtessen Feodora, Josephine und Camilla von Rosenborg. 
Im April 2014 wurde bekannt, dass Prinzessin Elisabeth in das Damebygningen einziehen werde, einen freistehenden Flügel des königlichen Schlosses Sorgenfri, in dem sie aufgewachsen ist.

## Auszeichnungen
Prinzessin Elisabeth war Trägerin des Elefanten-Ordens, der höchsten Auszeichnung Dänemarks.